# Tavolníkovka
Tavolníkovka (Neillia), česky též neilie či neillovka, je rod rostlin patřící do čeledi růžovité (Rosaceae). Zahrnuje 15–17 druhů opadavých keřů a polokeřů s tenkými větvemi a suchými pukavými plody. Všechny druhy pocházejí z východní a jihovýchodní Asie.

## Použití
Některé druhy lze použít jako okrasnou rostlinu. V ČR je vhodné poskytnout těmto keřům zimní přikrývku.